# 吴伯禄
吴伯禄（Bishop Augustin Olbert, S.V.D.，1895年11月16日—1964年11月18日），罗马天主教主教，圣言会会士。
1895年11月16日，吴伯禄出生于德国多森海姆（Dossenheim）。1926年（30岁）毕业于奥地利维也纳大学，5月13日成为圣言会神甫，同年来华，先在济宁戴家庄学习中文。次年分配到青岛任助理司铎。1930年在莒县传教。1936年任圣言会高密分会会长。
1946年6月（50岁），吴伯禄任天主教青岛教区代理主教。1948年7月8日，52岁的吴伯禄被任命为天主教青岛教区主教。同年10月3日祝圣。1951年8月，吴伯禄因组织圣母军被捕，后被驱逐出境。1954年被授予联邦十字勋章。1964年11月18日于海德堡逝世，享年69岁。 